# Електрометалургійний завод у Джидді (Rajhi Steel)
Електрометалургійний завод у Джидді (Rajhi Steel) – підприємство чорної металургії Саудівської Аравії, яке діє на заході країни в районі міста Джидда та належить компанії Rajhi Steel.
В 2006 році Rajhi Steel, яка до того вже мала металопрокатний завод у Ер-Ріяді, запустила у Джидді сталеплавильне виробництво, до основного обладнання якого відносились постачені італійською компанією Danieli:
- електродугова піч ємністю 100 тон, яка дозволяє продукувати 850 тисяч тон сталі на рік;
- піч-ківш;
- машина безперервного виливу сортової заготовки.
В 2007-му майданчик у Джидді доповнили прокатним станом, розрахованим на випуск 260 тисяч тон будівельної арматури на рік. 
Значно суттєвіший проект розширення завершили у 2012 році, коли став до ладу другий прокатний стан, що може продукувати 1 млн тон прутка та катанки на рік. Також провели роботи зі збільшення річної потужності сталеплавильного підрозділу до 1 млн тон.